# Novembre 1929

## Événements
- Premier vol de l'avion Bernard 192 T.

- 2 novembre, France : André Tardieu devient Président du Conseil.

- 6 novembre : premier vol des deux avions de transport allemand Junkers G 38.

- 8 novembre : inauguration du Museum of Modern Art (MOMA) à New York.

- 17 novembre : Grand Prix automobile de Tunisie.

- 18 novembre : tremblement de terre des Grands Bancs au large de Terre-Neuve de magnitude 7,2. Le glissement de terrain rompt 12 câbles sous-marins transatlantiques et provoque un tsunami qui ravage la côte sud de Terre-Neuve

- 19 novembre : Mgr Manuel Gonçalves Cerejeira est nommé cardinal-patriarche de Lisbonne (fin en 1971). Il soutiendra le régime de Salazar.

- 21 novembre : Dieudonné Costes et Maurice Bellonte achèvent un raid Paris-Tsitsikhar-Hanoï-Paris (soit 24 275 km) à bord de leur Breguet baptisé « Point d'interrogation ». Débuté le 27 septembre, ce raid comporte un vol sans escale de 7 905 km correspondant à un record du monde.

- 28 novembre : expédition américaine Richard Byrd au-dessus de l'Antarctique. Premier survol du Pôle Sud, à bord d'un Ford 4-AT.

## Naissances
- 2 novembre : 
  - Richard E. Taylor, physicien canadien († 22 février 2018).
  - Germain Derijcke, coureur cycliste belge († 13 janvier 1978).
  - Muhammad Rafiq Tarar, homme d'état pakistanais († 7 mars 2022).
- 4 novembre : Anastase de Tirana, primat de l'Église orthodoxe albanaise († 25 janvier 2025).
- 7 novembre : Marc Favreau, comédien québécois († 17 décembre 2005).
- 8 novembre : Jacques Trescases, écrivain et homme politique français.
- 9 novembre : 
  - Marc Favreau, comédien canadien († 31 mars 2016).
  - Imre Kertész, écrivain hongrois († 31 mars 2016).
- 12 novembre :
  - Grace Kelly, (Grace Patricia) actrice américaine et princesse de Monaco, († 14 septembre 1982).
  - Michael Ende, écrivain allemand de romans fantastiques († 29 août 1995).
- 15 novembre : François Favreau, évêque catholique français, évêque émérite de Nanterre († 7 septembre 2021).
- 18 novembre : William Joseph Knight, astronaute de l'USAF († 8 mai 2004).
- 23 novembre : Georges Lagrange, évêque catholique français, évêque émérite de Gap († 11 décembre 2014).
- 24 novembre : George Moscone, maire de San Francisco et ami d'Harvey Milk, lui aussi assassiné en 78, certainement par Dan White († 27 novembre 1978).
- 25 décembre : Jack Hogan, acteur américain († 6 décembre 2023).
- 27 novembre : David Nickson, homme d'affaires britannique.

## Décès
- 3 novembre : Jan Niecisław Baudouin de Courtenay, linguiste polonais (° 13 mars 1845).
- 9 novembre : Carl Ben Eielson, aviateur
- 24 novembre : Georges Clemenceau, homme d'État français (° 1841).
- 26 novembre : George-Daniel de Monfreid, peintre français (° 14 mars 1856).